# Guyang (köpinghuvudort i Kina, Jiangsu Sheng, lat 32,11, long 119,44)
Guyang (kinesiska: 谷阳, 谷阳镇) är en köpinghuvudort i Kina. Den ligger i provinsen Jiangsu, i den östra delen av landet, omkring 60 kilometer öster om provinshuvudstaden Nanjing. Antalet invånare är 29 821. Befolkningen består av 14 978 kvinnor och 14 843 män. Barn under 15 år utgör 10,0 %, vuxna 15-64 år 79 %, och äldre över 65 år 10,0 %.
Runt Guyang är det tätbefolkat, med 881 invånare per kvadratkilometer. Närmaste större samhälle är Guyang, 3,4 km norr om Guyang. Trakten runt Guyang består till största delen av jordbruksmark.
Genomsnittlig årsnederbörd är 1 277 millimeter. Den regnigaste månaden är juli, med i genomsnitt 262 mm nederbörd, och den torraste är december, med 31 mm nederbörd.